# Abborrvattnet (Fredrika socken, Lappland, 710023-161175)
Abborrvattnet är en sjö i Åsele kommun i Lappland och ingår i Gideälvens huvudavrinningsområde. Sjön har en area på 0,0317 kvadratkilometer och ligger 307,9 meter över havet.

## Delavrinningsområde
Abborrvattnet ingår i det delavrinningsområde (710261-161196) som SMHI kallar för Mynnar i Flärkån. Medelhöjden är 412 meter över havet och ytan är 29,9 kvadratkilometer. Det finns inga avrinningsområden uppströms utan avrinningsområdet är högsta punkten. Vattendraget som avvattnar avrinningsområdet har biflödesordning 3, vilket innebär att vattnet flödar genom totalt 3 vattendrag innan det når havet efter 119 kilometer. Avrinningsområdet består mestadels av skog (74 procent) och sankmarker (22 procent). Avrinningsområdet har 0,2 kvadratkilometer vattenytor vilket ger det en sjöprocent på 0,7 procent.